# Союз комуністів Македонії
Союз комуністів Македонії (мак. Сојуз на комунистите на Македонија, сербохорв. Савез комуниста Македоније, Savez komunista Makedonije) — комуністична партія Македонії. Правляча партія в СР Македонії у 1944-1990 роках, підпорядкована Союзу комуністів Югославії.

## Історія
МКП була заснована 19 березня 1943 в Тетово. Перший Центральний комітет партії очолював Лазар Колішевський (політичний секретар). Перший з'їзд МКП пройшов в 1948 році.
У квітні 1952 партія була перейменована в Союз комуністів Македонії (СКМ) (мак. Сојуз на комунистите на Македонија).
На початку 1990-х партія була знову перейменована в Союз комуністів Македонії — Партія демократичних змін (СКМ-ПДЗ) (мак. СКМ — Партија за демократични промени'). Поступово партія відійшла від комуністичної ідеології і перетворилася на соціал-демократичний рух. На своєму з'їзді в квітні 1991 року СКМ-ПДЗ змінила назву на Соціал-демократичний союз Македонії (мак. Социјалдемократски сојуз на Македонија — СДСМ).

## Союз комуністів Македонії (1992)
У 1992 році менша частина членів колишнього Союзу комуністів Македонії, не згодна з його перетворенням в СДСМ, утворила власну політичну партію названу Союз комуністів Македонії — Рух за свободу. Партія підтримувала зв'язки з сербською партією Союзом комуністів — Рух за свободу. На парламентських виборах в 1998 році партія отримала 2756 голосів (0,25 %).

## З'їзди СКМ (МКП)
- 1948 — Перший
- 1953 — Другий
- 1959 — Третій
- 1963 — Четвертий
- 1968 — П'ятий
- 1974 — Шостий
- 1978 — Сьомий
- 1982 — Восьмий
- 1986 — Дев'ятий
- 1989 — Десятий